# Zabójcza blondynka
Zabójcza blondynka – amerykańska komedia romantyczna z 2004 roku.

## Główne role
- Kim Basinger – Harmony Jones
- John Corbett - Miles Taylor
- Annie Potts - Shirl
- Sean Astin - Aaron
- Mike Starr - Sal
- Phill Lewis - Charlie
- Denise Richards - Belinda
- Philip Charles MacKenzie - Darren Swirl